# جوردون فورستر
جوردون فورستر (انگلیسی: Jordon Forster؛ زادهٔ ۲۳ سپتامبر ۱۹۹۳بازیکن فوتبال اهل بریتانیا است.
از باشگاه‌هایی که در آن بازی کرده‌است می‌توان به باشگاه فوتبال هیبرنین، باشگاه فوتبال پلیموث آرگیل، و باشگاه فوتبال سلتیک اشاره کرد.